# Piper J-3 Cub
El Piper J-3 Cub es un avión ligero, fabricada por la estadounidense Piper Aircraft en los años 30 y 40 del siglo XX.

## Desarrollo

### Taylor E-2 Cub
El Taylor E-2 Cub fue el predecesor del J-3 Cub. Era un monomotor de ala alta fabricado por la firma Taylorcraft Aircraft, en la década de los años 30, fábrica auspiciada por William T. Piper. El E-2 se mostraba como una aeronave fiable, para la época en la que la aviación se encontraba en pleno desarrollo. A pesar de todo, la compañía entró en quiebra, pero Piper compró las acciones de la empresa, manteniendo a su fundador, Clarence G. Taylor, como presidente y a sí mismo en el puesto de secretario contable de la firma.

#### El J-2
En 1936, el joven diseñador aeronáutico Walter Jamoneau, de tan solo 19 años, introdujo varios cambios de diseño al modelo, mientras Taylor se encontraba enfermo. A pesar de que la mayoría piensa que la "J" es por Jamoneau, según afirma el historiador Peter Bowers, el diseñador lo denominó con la letra "J" siguiendo la letra correspondiente del alfabeto para la versión (E, F, G, H), saltando la "I" debido a que tendía a confundirse con el número 1. Sin embargo, Taylor montó en cólera al ver el rediseño, despidiendo a Jamoneau.

### Piper Aircraft Corporation
Por otro lado, William Piper fomentó los cambios realizados, compró el porcentaje restante de la compañía que compartía y recontrató a Walter Jamoneau. Para noviembre de 1937, todo vestigio de Taylor había sido eliminado de la compañía y se funda la Piper Aircraft Corporation.
Inicialmente, las ventas fueron muy lentas hasta que, en 1938, un incendio afecta a parte de la planta de Piper, con lo que se da por finalizada la producción con un total de 1200 unidades, y se realiza el posterior traslado de la fábrica hacia Lock Haven.

#### Nacimiento del Piper J-3 Cub y el Período de preguerra
El J-3 inicia la mejora de los cambios agregados por Jamoneau, remplazando al J-2. Potenciado por un motor de 40 hp, en 1938 era vendido por casi 1000 dólares.
El inicio de las hostilidades en Europa en 1939, en conjunto con el creciente protagonismo que iba tomando Estados Unidos, en lo que pronto se convertiría en la Segunda Guerra Mundial, indujo la necesidad de comenzar con el Programa de Entrenamiento de Pilotos Civiles (CPTP por sus siglas en inglés), en el que el J-3 jugó un exitoso papel.
Equipados con distintos motores de cuatro cilindros opuestos, las principales variantes fabricadas según el motor, para este programa, fueron:
- J-3C: Equipado con un motor Continental A-65.[2]
- J-3F: Motorizado con un Franklin 4AC.
- J-3L: Utilizaba el motor Lycoming O-145.

Además se fabricaron unos pocos aparatos que utilizaron el motor radial Lenape de 3 cilindros.
De esta manera, el Piper J-3 Cub se convierte en el principal entrenador de este programa, concentrando un 75% de los alumnos egresados (de un total de 435 165 alumnos). La creciente necesidad de pilotos aumenta de forma insaciable la demanda por los J-3. En 1940, un año antes del ingreso de Estados Unidos a la guerra, se fabricaron 3016 de estas aeronaves; sin embargo, en la época de guerra la demanda se acrecentó hasta tal punto que desde la planta salía un Piper J-3 Cub cada 20 minutos.

#### Flitfire y el RAF Benevolent Fund
Antes de la entrada en guerra, los J-3 formaron parte de un programa de recolección de fondos para la Real Fuerza Aérea Británica (RAF). Denominado como Flitfire, un J-3 donado por William T. Piper y Franklin Motors, pintado con las insignias de la RAF, fue donado al programa denominado RAF Benevolent Fund, para ser rifados. El resto de los distribuidores estatales de la empresa (de los 48 estados de ese entonces), imitaron la propuesta. El 29 de abril de 1941 se reúnen todos los Flitfire y realizan un vuelo en el aeródromo LaGuardia, en un evento donde concurren como invitados de honor los oficiales del acorazado HMS Malaya, que por entonces estaba en reparaciones en el puerto de Nueva York.

### El J-3 Cub en la Segunda Guerra Mundial
La Segunda Guerra Mundial permitió que el J-3 pudiese desplegarse en otros roles distintos al de entrenador básico de pilotos. La primera dama Eleanor Roosevelt volaba en un J-3 y posaba para publicitar el CPTP. Los generales Dwight Eisenhower, George Marshall y George Patton, líderes militares de la época, a menudo se les veía volando en los frentes de guerra en un Cub; además los civiles que poseían un Cub se unieron a la recientemente formada Patrulla Aérea Civil (CAP por sus siglas en inglés), patrullando constantemente la costa este y la costa del Golfo en busca de U-Boot alemanes y náufragos supervivientes de los ataques de estos últimos.

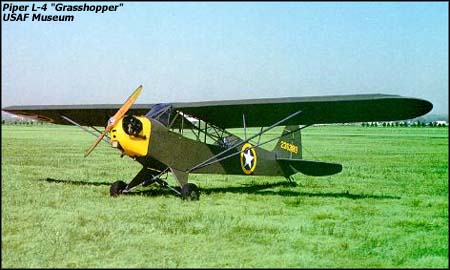
Imagen de un L-4 Grasshooper de la época de la guerra.

Piper desarrolló una variante militar con diversas denominaciones, O-59 (1941), L-4 (desde abril de 1942) y NE-1 en la Armada estadounidense. Esta variante, en todas sus denominaciones, así como sus símiles de la época (Taylorcraft L-2 y Aeronca L-3) en cuanto a características (biplazas en tándem con ala alta y con la tendencia a dar brincos al aterrizar), se conocían genéricamente como Grasshoppers. Todos tuvieron un amplio uso en la Segunda Guerra Mundial como aviones de reconocimiento, transporte de suministros y evacuación médica.
El L-4, a pesar de ser mecánicamente la misma aeronave, se distingue de su versión civil J-3 por tener una cabina con el plexiglás extendiéndose más atrás del borde de fuga del ala. Alrededor de 5700 unidades se produjeron para el Ejército y 250 unidades para la Armada como "Entrenadores Elementales".

### Posguerra
Al finalizar el conflicto en 1945, muchos de los L-4 fueron desguazados o vendidos como excedentes de las fuerzas armadas; sin embargo, al iniciarse la Guerra de Corea en 1950, los "Grasshoppers" volvieron a prestar su valioso aporte.
Una vez finalizada esta guerra, nuevamente se venden L-4 excedentes, que se pueden distinguir porque a pesar de tomar el color amarillo del J-3, mantienen la cabina de plexiglás extendida. Estas unidades son adquiridas en gran medida por los pilotos veteranos de guerra.
El J-3 Cub había sobrepasado con creces para 1947 su objetivo de hacer que los aviones pudieran llegar al común de la gente, tal como lo había hecho el Ford Modelo T en su momento con el automóvil. Fue por eso que ese año la compañía cesa la producción del J-3 para concentrarse en los modelos siguientes, como el PA-11 y PA-15. Sin embargo, el avión ha marcado su impronta en muchos pilotos y aficionados a la aeronáutica, tanto por su característico esquema amarillo y negro, como por su insignia en el timón.

## Diseño
El J-3 Cub es una aeronave que cumple con los requerimientos de ser un monoplano de diseño simple con una estructura de tubos metálicos recubiertos de tela. Tiene una capacidad de dos personas (incluido el piloto), sentadas en tándem (una delante de otra). El ala es alta y utiliza el perfil alar USA-35B con una estructura de madera, de esta manera se logra un aparato de bajo coste inicial y de simple mantenimiento.
La operación de las superficies de control es mediante cables de acero y poleas, conectadas a los mandos. El panel de instrumentos es muy simple y solamente cuenta con unos cuantos indicadores únicos para el asiento delantero; solamente los mandos de control y el acelerador están replicados en ambos asientos.
Lo ligero de su diseño le permite lograr despegues y aterrizajes en distancias muy cortas, por lo que está clasificado como un avión de despegue y aterrizaje corto (STOL por sus siglas en inglés).

## Variantes

### Civiles
J-3
Equipado con un motor Continental A-40, A-40-2, o A-40-3 de 28 kW (37 hp), o un A-40-4 de 30 kW (40 hp).
J-3C-40
Certificado el 14 de julio de 1938 y equipado con un Continental A-40-4 o A-40-5 de 30 kW (40 hp).
J-3C-50
Certificado el 14 de julio de 1938 y equipado con un Continental A-50-1 o A-50-2 a -9 (incluido) de 37 kW (50 hp).
J-3C-50S
Certificado el 14 de julio de 1938 y equipado con un Continental A-50-1 o A-50-2 a -9 (incluido) de 37 kW (50 hp), equipado con equipo opcional de flotadores.
J-3C-65
Certificado el 6 de julio de 1939 y equipado con un Continental A-65-1 o A-65-3, 6, 7, 8, 8F, 9 o 14 de 48 kW (65 hp) o un A-65-14, Continental A-75-8, A-75-8-9 o A-75-12 de 56 kW (75 hp) o Continental A-85-8 o C-85-12 de 63 kW (85 hp) o Continental A-90-8F de 67 kW (90 hp).
J-3C-65S
Certificado el 27 de mayo de 1940 y equipado con un Continental A-65-1 or A-65-3, 6, 7, 8, 8F, 9 o 14 de 48 kW (65 hp) o un A-65-14, Continental A-75-8, A-75-8-9 o A-75-12 de 56 kW (75 hp) o Continental A-85-8 o C-85-12 de 63 kW (85 hp) o Continental A-90-8F de 67 kW (90 hp), equipado con equipo opcional de flotadores.
J-3F-50
Certificado el 14 de julio de 1938 y equipado con un Franklin 4AC-150 Series 50 de 37 kW (50 hp).
J-3F-50S
Certificado el 14 de julio de 1938 y equipado con un Franklin 4AC-150 Series 50 de 37 kW (50 hp), equipado con equipo opcional de flotadores.
J-3F-60
Certificado el 13 de abril de 1940 y equipado con un Franklin 4AC-150 Series A de 48 kW (65 hp) o un Franklin 4AC-171 de 45 kW (60 hp).
J-3F-60S
Certificado el 31 de mayo de 1940 y equipado con un Franklin 4AC-150 Series A de 48 kW (65 hp) o un Franklin 4AC-171 de 45 kW (60 hp), equipado con equipo opcional de flotadores.
J-3F-65
Certificado el 7 de agosto de 1940 y equipado con un Franklin 4AC-176-B2 o un Franklin 4AC-176-BA2 de 48 kW (65 hp).
J-3F-65S
Certificado el 4 de enero de 1943 y equipado con un Franklin 4AC-176-B2 o un Franklin 4AC-176-BA2 de 48 kW (65 hp), equipado con equipo opcional de flotadores.
J-3L
Certificado el 17 de septiembre de 1938 y equipado con un Lycoming O-145-A1 de 37 kW (50 hp) o un Lycoming O-145-A2 o A3 de 41 kW (55 hp).
J-3L-S
Certificado el 2 de mayo de 1939 y equipado con un Lycoming O-145-A1 de 37 kW (50 hp) o un Lycoming O-145-A2 o A3 de 41 kW (55 hp), equipado con equipo opcional de flotadores.
J-3L-65
Certificado el 27 de mayo de 1940 y equipado con un Lycoming O-145-B1, B2, o B3 de 48 kW (65 hp).
J-3L-65S
Certificado el 27 de mayo de 1940 y equipado con un Lycoming O-145-B1, B2, o B3 de 48 kW (65 hp), equipado con equipo opcional de flotadores.
J-3P
Variante propulsada por un motor radial Lenape LM-3-50 o Lenape AR-3-160 de tres cilindros y 37 kW (50 hp).
J-3R
Variante con flaps ranurados, propulsada por un motor Lenape LM-3-65 de 48 kW (65 hp).
J-3X
Variante de 1944 con ala cantilever, propulsada por un motor Continental A-65-8 de 48 kW (65 hp).
Cammandre 1
Una conversión francesa de aviones J-3 Cub/L-4.
Poullin J.5A
Cinco L-4 Cub convertidos por Jean Poullin para realizar tareas especializadas.
Poullin J.5B
Un único L-4 Cub convertido por Jean Poullin para realizar tareas especializadas.
Wagner Twin Cub
Una conversión del J-3 con fuselaje doble.

### Militares

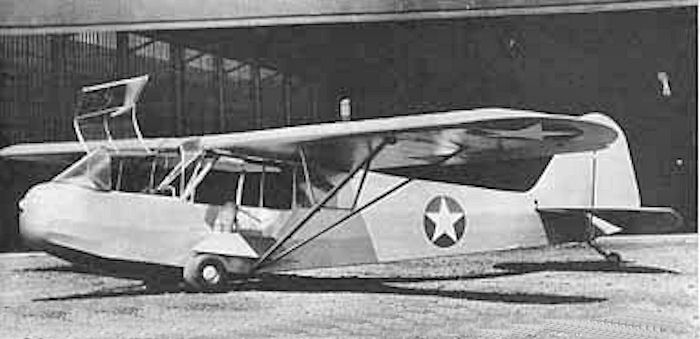
Planeador Piper TG-8.

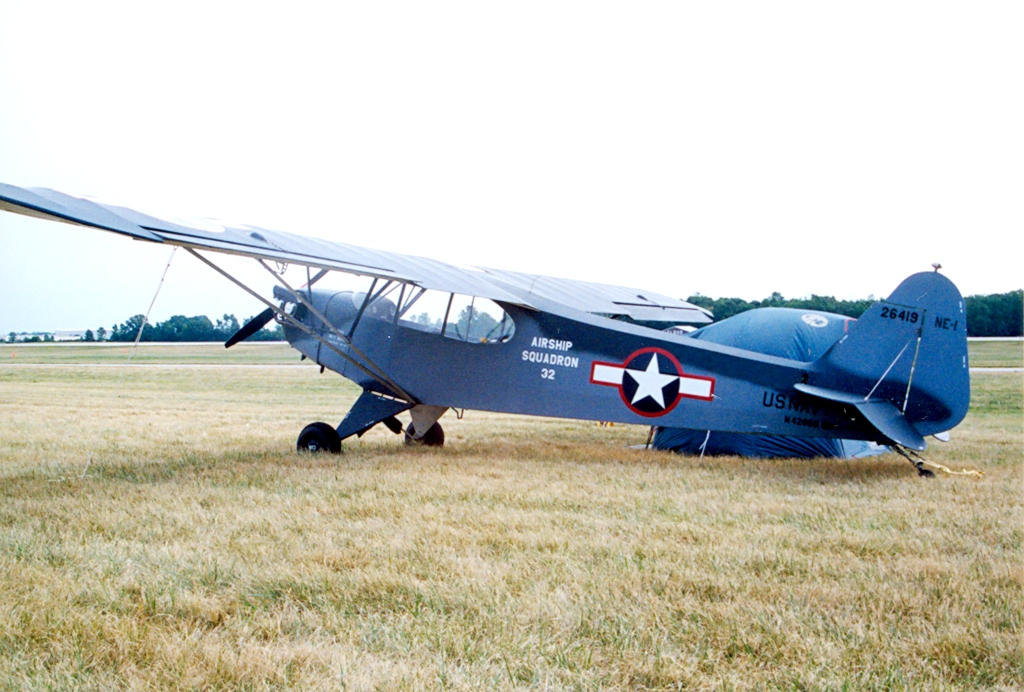
Piper NE-1 de la Armada estadounidense.

YO-59
Cuatro J-3C-65 de evaluación y pruebas del Cuerpo Aéreo del Ejército de los Estados Unidos.
O-59
Versión de producción para el USAAC; 140 construidos, más tarde redesignados L-4.
O-59A
Versión mejorada, propulsada por un motor de pistón Continental O-170-3 de 48 kW (65 hp); 948 construidos, más tarde redesignados L-4A.
L-4
YO-59 y O-59 redesignados.
L-4A
O-59A redesignados.
L-4B
Como el L-4A, pero sin equipo de radio; 980 construidos.
L-4C
Ocho J-3L-65 requisados, los dos primeros designados originalmente como UC-83A.
L-4D
Cinco J-3F-65 requisados.
L-4H
Como el L-4B, pero con equipo mejorado y hélice de paso fijo; 1801 construidos.
L-4J
L-4H con hélice de paso controlable; 1680 construidos.
UC-83A
Dos J-3L-65 requisados, más tarde redesignados L-4C.
TG-8
Variante planeadora triplaza de entrenamiento; 250 construidos.
LNP
Designación de la Armada estadounidense para tres TG-8 recibidos.
NE-1
Designación de la Armada estadounidense para una versión doble mando del J-3C-65, 230 construidos.
NE-2
Como el NE-1 con cambios menores de equipo; 20 construidos.

## Operadores

### Civiles
El avión ha sido popular entre las escuelas de vuelo (especialmente desde la existencia previa a la Segunda Guerra Mundial del Programa de Entrenamiento de Pilotos Civiles, que lo usaba en los Estados Unidos) y sigue siendo así con particulares, ya en el siglo XXI.

### Militares
Corea del Sur
- Fuerza Aérea de la República de Corea[15]

 Estados Unidos
- Fuerza Aérea de los Estados Unidos[6]
- Ejército de los Estados Unidos[15]
- Fuerzas Aéreas del Ejército de los Estados Unidos[6]
- Armada de los Estados Unidos[6][15]

 Paraguay
- Fuerzas Armadas de Paraguay: L-4.[16]

 Reino Unido
- Real Fuerza Aérea Británica[17]

## Curiosidades

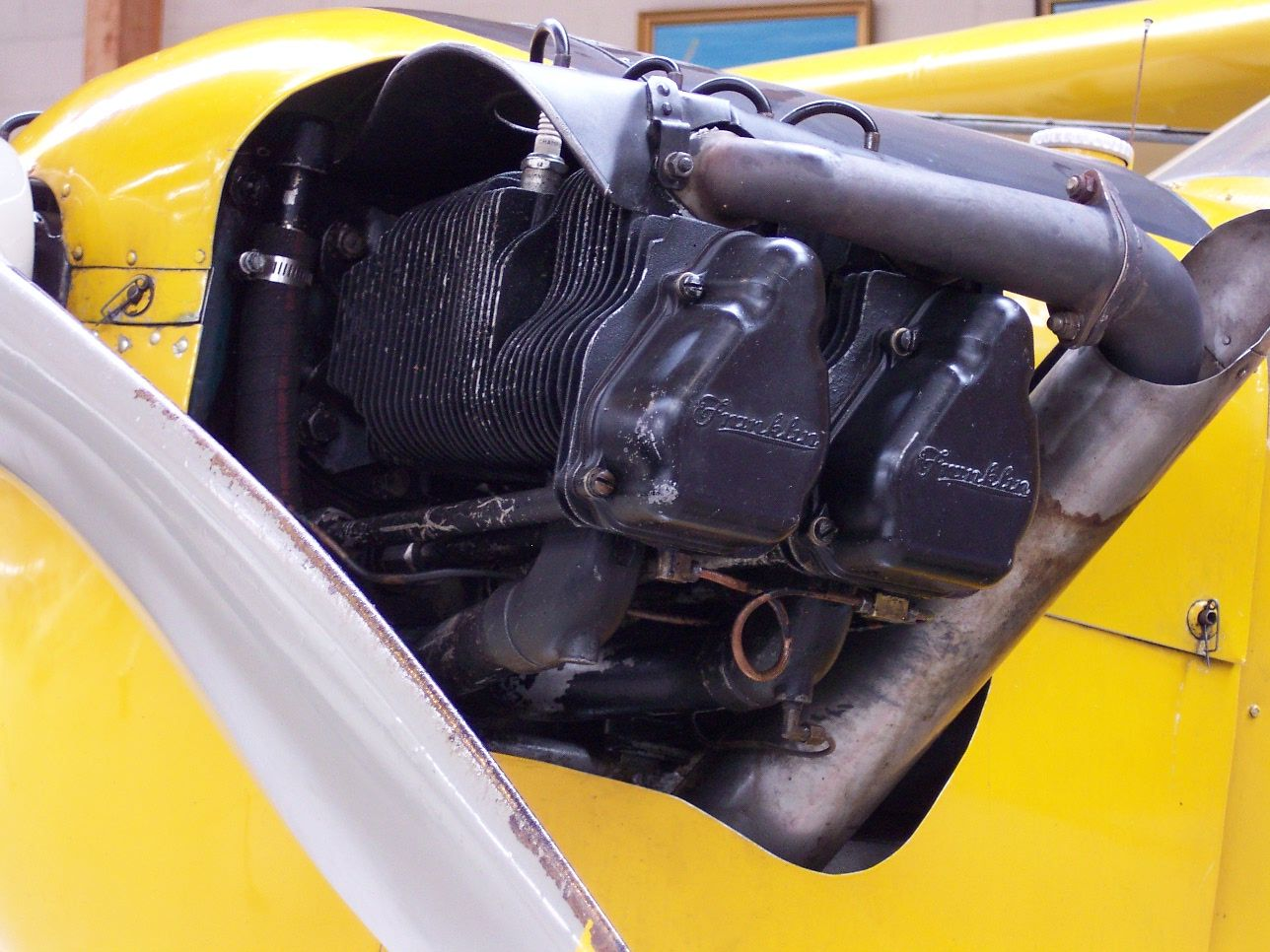
Detalle de las cabezas de los cilindros de un motor Franklin.

El nombre de Cub lo hereda de su antecesor el Taylor E-2 Cub, que originalmente estaba equipado con un débil motor Brownbach "Tigger Kitten" de solamente 20 hp. A este avión, el entonces contable de Taylor Aircraft Company, Gilbert Hadrel, le dio el sobrenombre de Cub (cachorro de felino), nombre que heredaron los modelos posteriores y luego, por supuesto, el J-3.
Esta aeronave es muy particular en cuanto a su configuración para el vuelo en solitario, pues exigía al piloto sentarse en el asiento trasero, ya que por la disposición del depósito de combustible (ubicado detrás del cortafuegos del motor), dejaba un centro de gravedad demasiado adelantado respecto al tren de aterrizaje.
Un L-4 (N° 329911) fue la aeronave que el 24 de agosto de 1944, pilotada por el Capitán Jean Callet y llevando como observador al Teniente Etienne Mantoux, sobrevoló a baja altura la Prefectura de Policía de París y trasmitieron por radio el mensaje del General Leclerc a la resistencia francesa "Tenez bon, nous arrivons" (Resiste, llegamos), indicando el arribo inminente de las tropas franco estadounidenses para liberar la ciudad de la ocupación alemana.
A pesar de que los modelos posteriores al J-3 Cub (PA-11 Cub Special y PA-18 Super Cub) son muy similares, solamente el Cub original tiene las cabezas de los cilindros sin carenado, expuestas al aire.

## Especificaciones (J-3C-65)
Referencia datos: Correspondientes al J-3C-65

### Características generales
- Tripulación: Uno (piloto)
- Capacidad: Un pasajero
- Longitud: 6,8 m (22,4 ft)
- Envergadura: 10,7 m (35,2 ft)
- Altura: 2 m (6,7 ft)
- Superficie alar: 16,6 m² (178,5 ft²)
- Peso vacío: 345 kg (760,4 lb)
- Peso útil: 208,8 kg (460,3 lb)
- Peso máximo al despegue: 550 kg (1212,2 lb)
- Planta motriz: 1× motor bóxer de cuatro cilindros refrigerado por líquido Continental A-65-8.
  - Potencia: 48 kW (65 HP; 65 CV) a 2350 rpm

### Rendimiento
- Velocidad nunca excedida (Vne): 196,3 km/h (122 MPH; 106 kt)
- Velocidad máxima operativa (Vno): 140 km/h (87 MPH; 76 kt)
- Velocidad crucero (Vc): 121 km/h (75 MPH; 65 kt)
- Alcance: 354 km (191 nmi; 220 mi)
- Techo de vuelo: 3500 m (11 483 ft)
- Régimen de ascenso: 2,3 m/s (453 ft/min)
- Carga alar: 33,4 kg/m² (6,8 lb/ft²)
- Potencia/peso: 11,35

## Aeronaves relacionadas

### Desarrollos relacionados
- Piper J-2
- Piper PA-11 Cub Special
- Piper PA-15 Vagabond
- Piper PA-16 Clipper
- Piper PA-18 Super Cub
- Piper PA-20 Pacer
- American Legend AL11C-100
- CubCrafters CC11-100 Sport Cub S2
- Wag-Aero CUBy
- Wag-Aero Sport Trainer
- LIPNUR Belalang

### Aeronaves similares
- Fieseler Fi 156 Storch
- Aeronca Champ
- Denney Kitfox
- Taylorcraft BC-65
- Taylorcraft L-2
- Aeronca L-3
- Zlin Savage Cub

### Secuencias de designación
- Secuencia Alfanumérica (interna de Piper): ← G-2 - H-2 - J-2 - J-3/Flitfire - J-4 - J-5 - M350 →
- Secuencia O-_ (Aviones de Observación del USAAC/USAAF, 1924-1942): ← O-56 - O-57 - O-58 - O-59 - O-60 - O-61 - O-62 →
- Secuencia L-_ (Aviones de Enlace de las USAAF/USAF, 1942-1962): L-1 - L-2 - L-3 - L-4 - L-5 - L-6 - L-7 →
- Secuencia C-_ (Aviones de Carga del USAAC/USAAF/USAF, 1924-1962): ← C-80 - C-81 - C-82 - C-83/A - C-84 - C-85 - C-86 →
- Secuencia TG-_ (Aviones Planeadores de Entrenamiento de las USAAF, 1941-1947): ← TG-5 - TG-6 - TG-7 - TG-8 - TG-9 - TG-10 - TG-11 →
- Secuencia LN_P (Planeadores de Entrenamiento de la Armada estadounidense, 1941-1945 (Piper, 1941-1945)): LNP
- Secuencia N_E (Aviones de Entrenamiento de la Armada estadounidense, 1922-1946 (Piper, 1941-1945)): NE